# Cappella di San Nicola (Nocera Inferiore)
La cappella di San Nicola è ubicata nel quartiere di Casolla a Nocera Inferiore.

## Struttura e patrimonio artistico

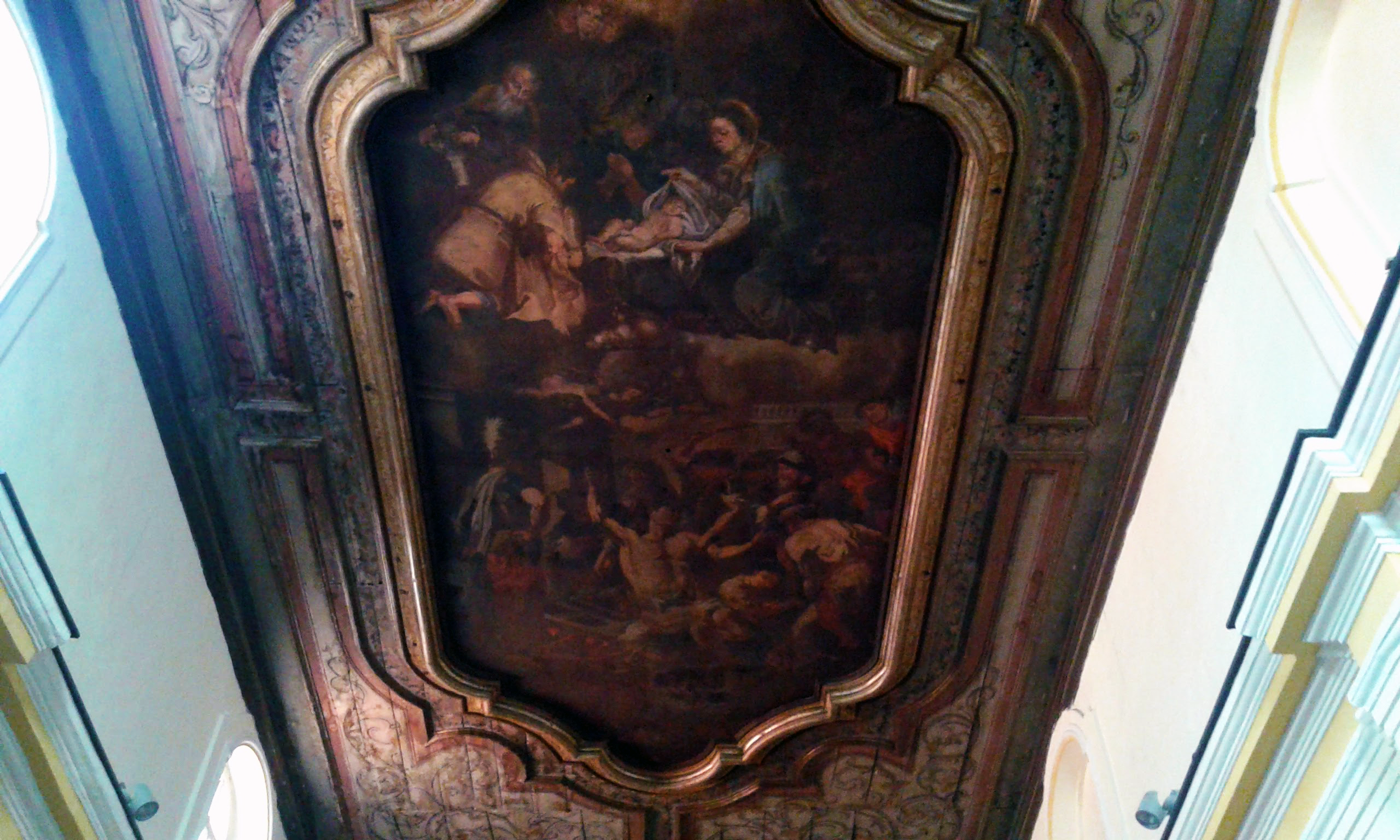
Soffitto della Cappella con la tela presunta del Sammartino

In passato era nota come cappella di Santa Maria a Monte, dedicata alla Madonna dei Miracoli di Mont'Albino ed è sede dell'omonima confraternita. Prese il nome di San Nicola per la statua del santo che vi è conservata sin dal 1844. 
La struttura è formata da due piccole cappelle. 
Nella prima, caratterizzata da un pavimento maiolicato ottocentesco, è presente un prestigioso soffitto ligneo con al centro una grande tela attribuita a Sammartino, risalente al 1754, raffigurante una Natività. Più in basso è raffigurato il Martirio di San Lorenzo. Sull'altare della stessa campeggia una tela cinquecentesca raffigurante una Madonna col Bambino tra i santi Stefano e Lorenzo, la tela integrale presentava anche i vessilli della famiglia Giovio ed uno dei più antichi stemmi con l'albero di noce, indicante la città di Nocera dei Pagani, pezzo di tela oggi andato perduto.
La Cappella ospitava anche le tombe gentilizie dei membri della confraternita (oggi obliterate dalle costruzioni successive), nonché un vasto archivio riguardante l'organizzazione della confraternita, andato quasi totalmente distrutto in un incendio negli anni '70.

## La confraternita di Santa Maria a Monte

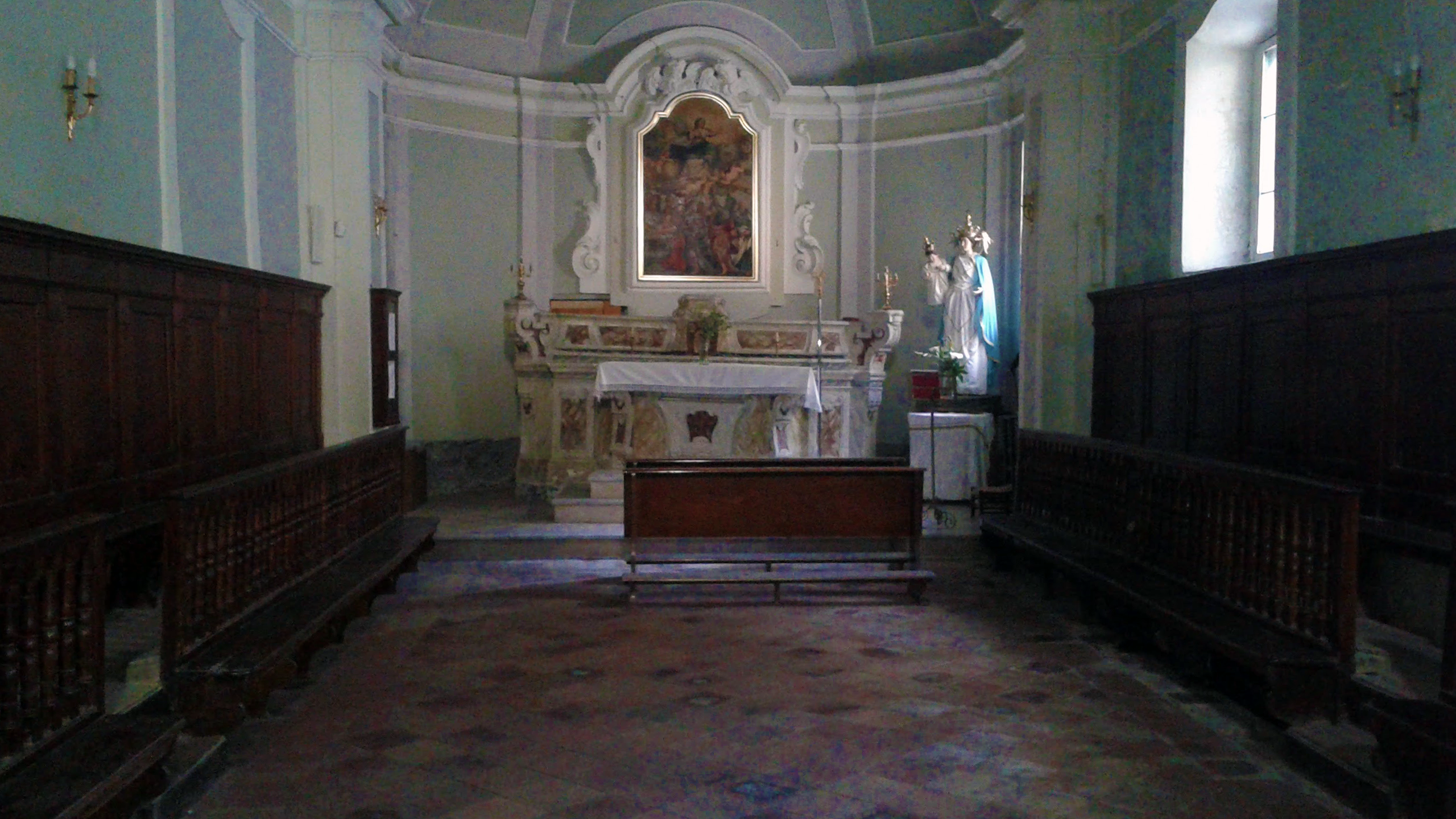
Sala della Confraternita

Già esistente nel 1479, come provato dalla citazione in un sinodo diocesano dell'epoca, la confraternita Sancte Mariae Montis Casollae fu fondata da eminenti famiglie nocerine: Ungaro,Jovane (var.Iovane) e Lamberti probabilmente nel 1307.
La confraternita era ospitata nell'oratorio attiguo. Sono ancora presenti gli stalli lignei degli associati e un dipinto del seicento raffigurante la Dormitio Virginis.
Prima che fossero spostate nella cappella di San Rocco al Casale del Pozzo, la congrega ospitava le statue di Sant'Eligio e Sant'Emidio che scendevano in città dalla cappella dei "Tre Pigni" di Montalbino durante i riti della settimana santa. In tal modo si volevano ringraziare gli adepti della confraternita che curavano il mantenimento della cappella prima del restauro dovuto a Giambattista Castaldo.

## Galleria d'immagini

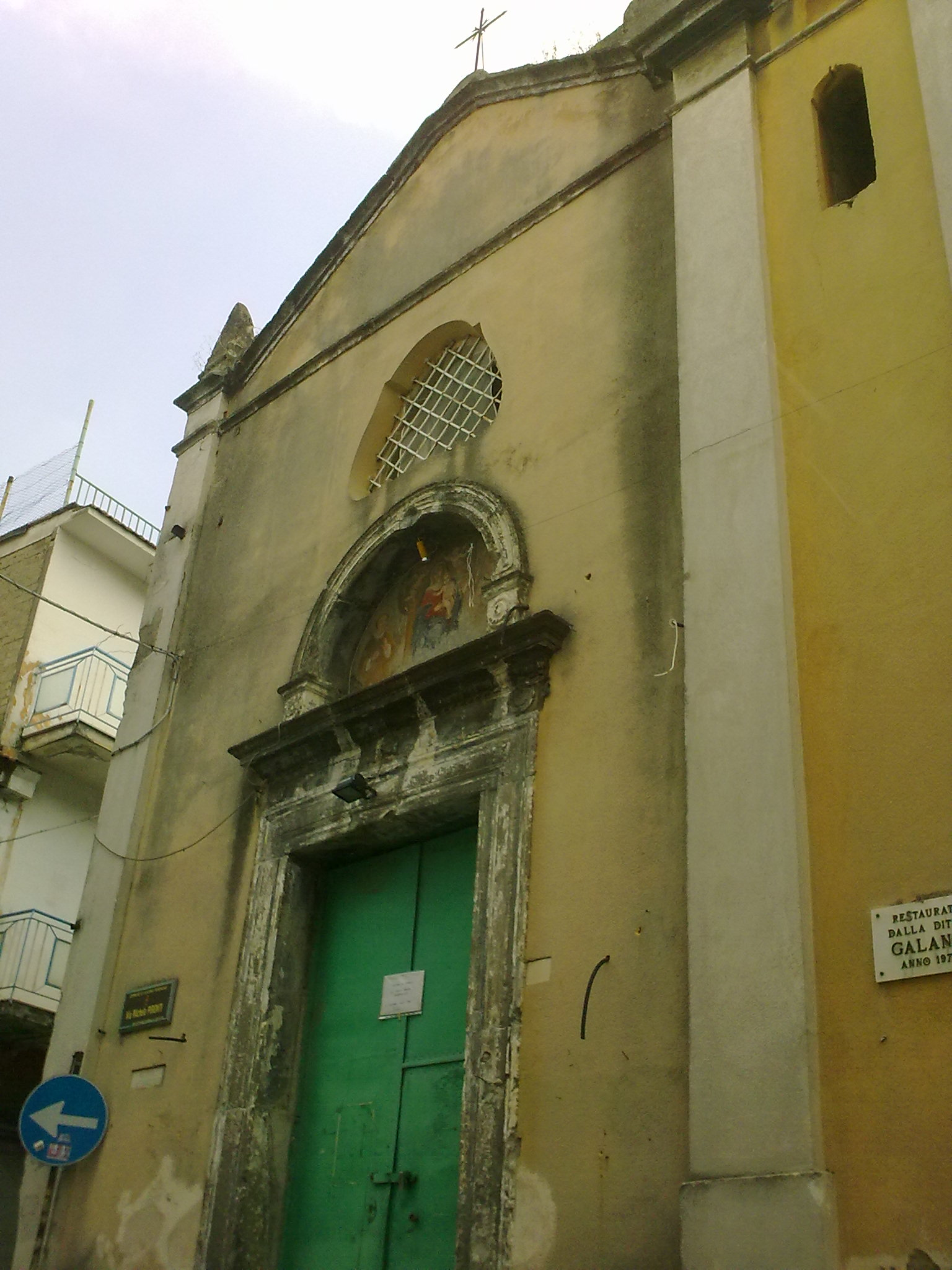
Facciata della cappella
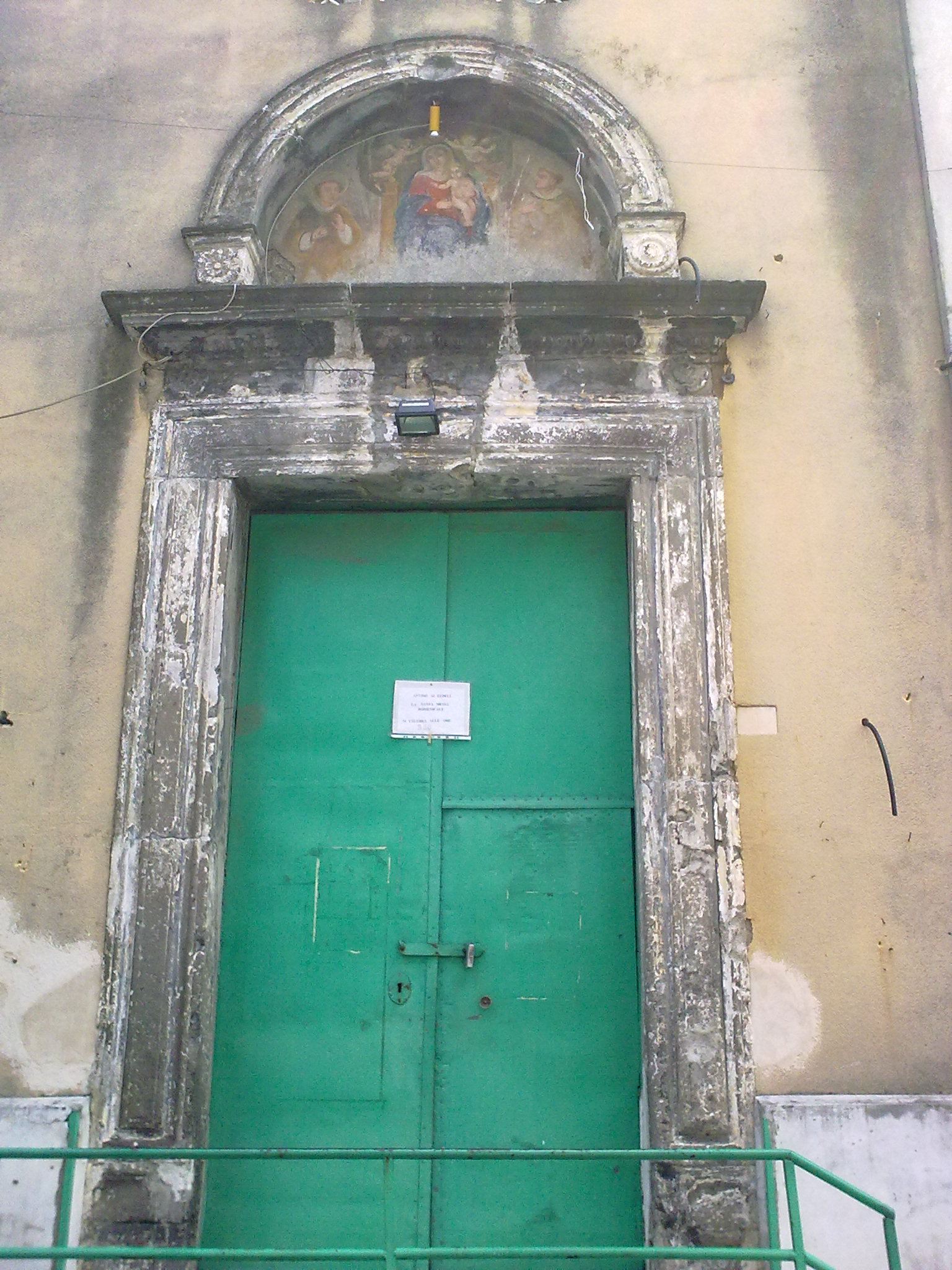
Il portale
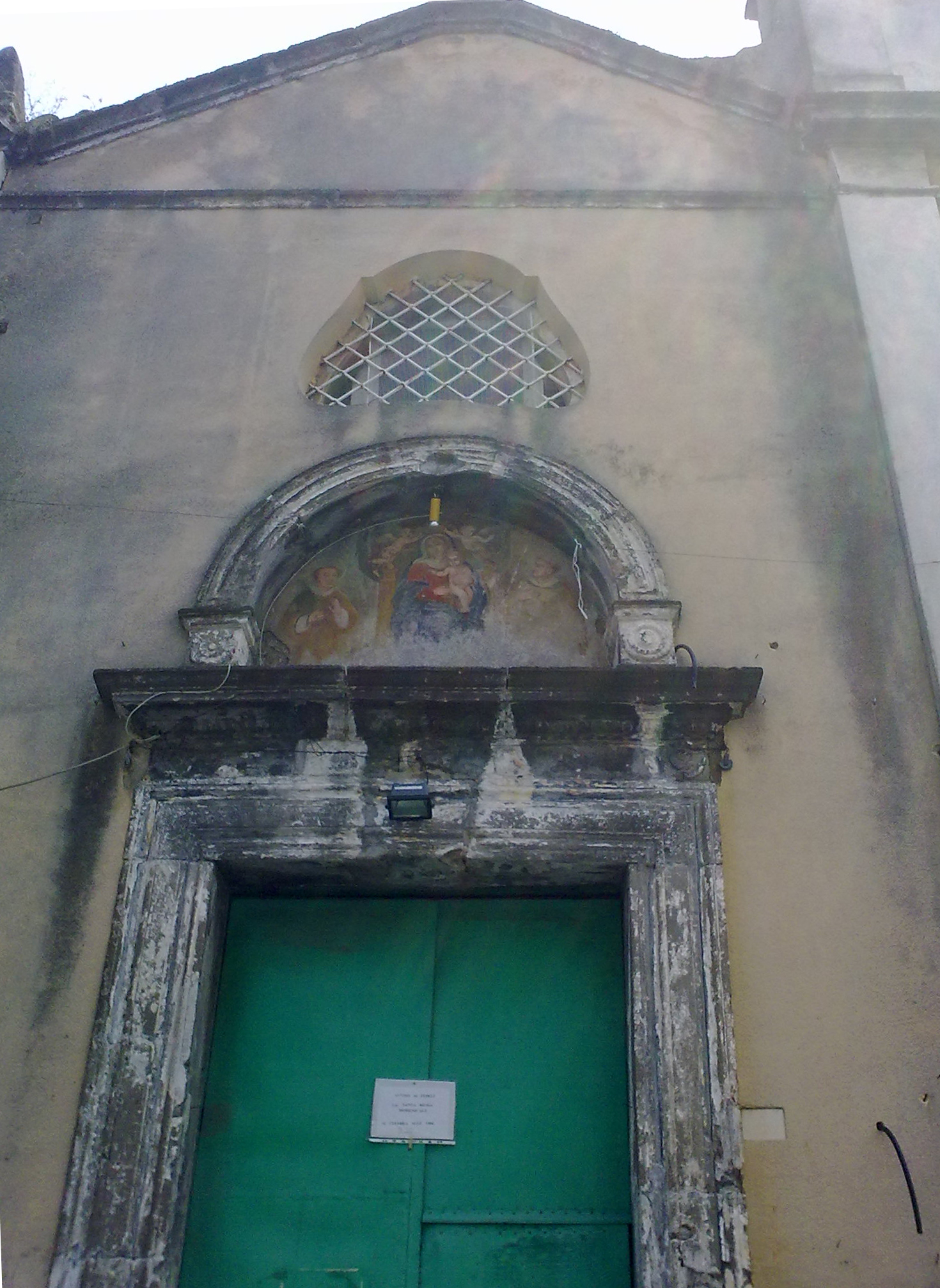
Particolare della Facciata
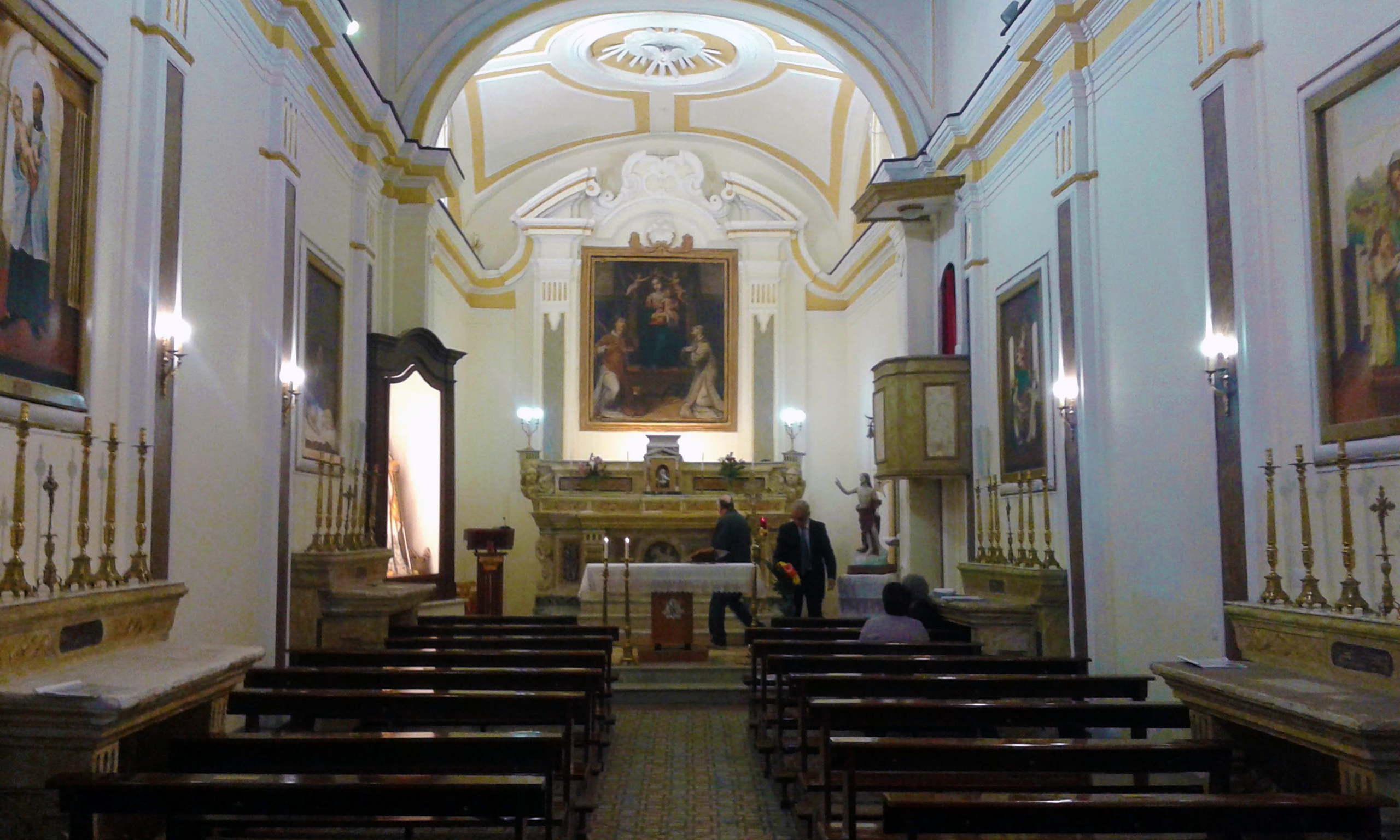
Interno della Cappella
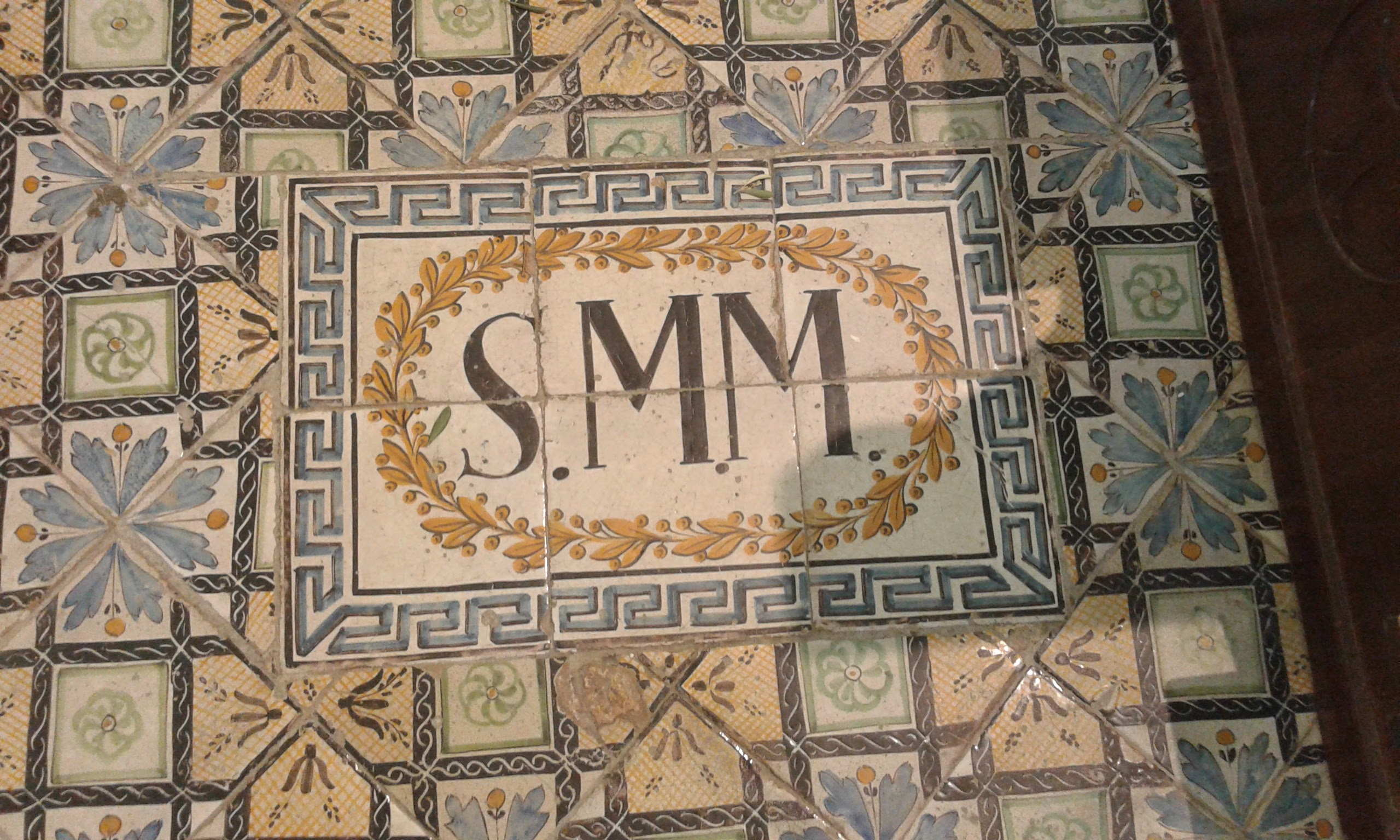
Particolare della Confraternita